# Mehdi Bozorgmehr
Mehdi Bozorgmehr (født 1971 i Teheran, Iran) er en iransk komponist og pianist.
Bozorgmehr var autodidakt pianist, men tog senere privat timer i både klaver, musikteori og komposition hos Kambiz Roshanravan. Han har skrevet en symfoni, orkesterværker, kammermusik, koncertmusik, korværker, filmmusik, børnemusik, sange etc. Han har levet som professionel freelance komponist siden 1993. Bozorgmehr har senere arbejdet som komponist for Teheran Symfoniorkester, og den Iranske Radio.

## Udvalgte værker
- Symfoni nr. 1 "Stien af ild" - for orkester
- Symfonisk suite nr. 1 - for orkester
- Cellokoncert - for cello og orkester
- KLaverkoncert - for klaver og strygeorkester
- Violinkoncert - for violin og strygeorkester
- Fløjtekoncert - for fløjte og strygeorkester